# Призраки в англоязычной культуре
Призраки в англоязычной культуре — верования о духах умерших, мифических, фольклорных или вымышленных существ, или призраков каких-либо объектов, которые образовались и сложились в ареале Великобритании и её колоний, в первую очередь США. Представления о призраках можно встретить как в простых верованиях, вроде анимизма и культа предков, так в и более сложных — в шаманизме, язычестве и неоязычестве Великобритании, и в современных религиях, из которых в английской культуре наиболее сильны различные ветви христианства. Верования в призраков являются извечной темой литературы и искусства англоговорящих стран.

## Терминология
Слово «призрак» (англ. ghost) берёт своё начало из англосаксонского языка и произошло от слова «gást», далее из прагерманского языка — «*gaistaz». Древняя форма «*ghoisdo-s», судя по всему, образовалась от праиндоевропейского корня «*ǵʰéysd-», обозначающего «ярость» (англ. fury), «гнев» (англ. anger). Эта форма также имеет отражение в древнескандинавском языке — слово «geisa», которое переводится как «бушевать» (англ. to rage). Первоначальное значение германского слова было связано с одушевлением разума, яростью и легендой об Оде. В германском язычестве верховный бог О́дин был проводником мёртвых и «повелителем ярости», руководителем Дикой охоты.
Кроме духов и умерших, в англосаксонском языке слово «gást» имело синоним в латинском языке: «spiritus» (дух), используемое также в значении «дыхание» (англ. breath), «взрыв» (англ. blast) ещё в IX веке. Также данное слово могло обозначать хороших или злых духов, то есть ангелов и демонов. Евангелие англосаксонских племён предполагало одержимость демонами. Ещё такое слово в древнеанглийском периоде могло ссылаться на Святого Духа. Привычное трактование слова «призрак», как душа умершего человека, появилось ещё в среднеанглийском языке в XIV веке. Помимо этого современного «призрака» связывают с такими понятиями, как: дух, душа, витализм, ум, психика, мышление, чувство, мораль — с одной стороны; особенности изображений, фотографий, оптики, вспышки — с другой.
В английском языке слова применяемые и часто тождественные со словом «призрак», такие как «spectre», «phantom», произошли от латинского «spectrum» и французского «phantasma». Мифологическое понятие «тень» берёт своё начало из греческого «σκιά» и латинского «umbra». Слово «полтергейст» произошло от немецкого «poltern», что буквально переводится как «шумный дух» или «шумный призрак», ибо таким образом дух и проявляет себя посредством необъяснимого движения вещей и предметов.
Слово «wraith» имеет прямое происхождение из шотландского языка, где оно также переводится, как «призрак». Это слово стало встречаться в шотландском романтизме, что в некотором смысле стало означать омена. В период с XVIII по XIX века в шотландской литературе слово «wraith» имело отношение и к водным духам.

## Традиционные английские привидения

### Средневековье
Призраки в средневековой Великобритании играли более значительную роль, нежели в Викторианскую эпоху. По описаниям очевидцев привидения выглядели бледными и печальными, какими были и при жизни. Были одеты в рваные лохмотья. В большинстве случаев обнаруженные призраки были мужчины.
Ходили мнения о том, что существовали целые призрачные армии, проводивших сражения в ночном лесу или на развалинах городища Железного века, на холме близ Кембриджа.

### Время Тюдоров
Одним из самых ярких привидений в английской литературе является призрак отца Гамлета — персонаж известной трагедии. В ней отец требует от сына раскрыть «самое жуткое убийство» и наказать своего брата. В трагедии «Макбет» призрак убитого Банко предстаёт перед главным героем к его огромному ужасу.
В театре в эпоху Елизаветинской драмы актёры, игравшие призраков, часто выступали в одежде, какая у них была при жизни, и даже в броне, как и призрак отца Гамлета (см. рисунок). Старые доспехи подчеркивали глубокую древность приведения в сцене. Из-за грома и скрипа доспехов «призраки на сцене» подвергались насмешкам, поэтому не казались такими страшными. В те времена привидения изображались более существенными, близкими к чему-то материальному, похожими на обычных людей.

### ДинастииСтюартови Георгов
В период XVI-XVI вв. привидения занимали видное место в традиционных англо-шотландских балладах.
Одно из самых ранних появлений призраков в литературе этого периода было описано в готическом романе «Замок Отранто» Хораса Уолпола в 1764 году. В 1820 году свет начал читать небольшой рассказ Вашингтона Ирвинга «Легенда о Сонной Лощине», где присутствует Всадник без головы, которого тоже относят к призракам. По сценарию романа вышло несколько экранизаций, в том числе «Сонная Лощина» (1999).

### Викторианский иЭдвардианскийпериоды (1840—1920)
«Классические» привидения возникли во время Викторианской эпохи, благодаря писателям М. Р. Джеймсу, Шеридану Ле Фаню, Генри Джеймсу и Вайолете Хант. Генри Джеймс в своей истории очень своеобразно описывает призрака. Классические истории о привидениях включают в себя элементы готики, фольклора и психологии.
Призраки этого периода появляются в повести Чарльза Диккенса «Рождественская песнь в прозе» (1843), новелле Оскара Уайльда «Кентервильское привидение» (1887), повести Генри Джеймса «Поворот винта» (1898), по сюжету которой была поставлена одноимённая опера (1954) и был снят фильм «Невинные» (1961).
В США до и во время Первой мировой войны некоторые фольклористы коллекционировали баллады народов Аппалачи. Эти традиционные баллады имеют британское происхождение горных народов, проживавших на Англо-шотландской границе. Основная тема этих баллад — возвращение умершего любовника (-цы) в виде призрака. По убеждениям британских народов призраки преследовали своих любовников, которые изменили им с другими.

## Поздние и современные взгляды на привидений

### Новое время(1920-1970)
В 20-х-30-х годах XX века исследователь паранормальных явлений Гарри Прайс занялся таким явлением как парапсихология. В 40-х-50-х годах дело Прайса продолжил парапсихолог Питер Андервуд. Они опубликовали отчёты о проделанной работе, в том числе к их трудам можно отнести «Дом священника в Борли».
В этот период все больше и больше набирали популярность экранизации о привидениях.
Ярким примером мультипликации 30-х годов является дружелюбное привидение Каспер, который появлялся также к комиксах.
Также сюда можно отнести пьесу «Неугомонный дух» Ноэла Кауарда, по которой затем в 1945 году был снят юмористический фильм.
В 1944 и 1945 годах вышло два психологических ужаса: «Незваные» и «Глубокой ночью». Кроме того, в 1963 году в свет вышел фильм «Призрак дома на холме» по роману писательницы Шерли Джексон.

### Постмодернизм(1970-настоящее время)
С 70-х годов представления призраков на экранах стали брать несколько направлений, к примеру: ужасы, любовный роман. В этот период призрак в любовных романах, как правило, является добродушным героем, вернувшимся в мир живых, дабы закончить своё незавершенное дело. Таких персонажей можно наблюдать в картинах: «Поле его мечты» (1989), «Привидение» (1990), «Сердце и души» (1993). Приняв за направление охоту за привидениями, можно отметить фильм «Охотники за привидениями» (1984).
В 90-х годах вернулся «готический» призрак, который был опасен больше в психологическом плане, чем в физическом. Примеры в фильмах: «Шестое чувство» (1999) и «Другие» (2001).
В 90-е годы по данным Института Гэллапа вера людей в призраков, дома, бушующие ими, общение с мёртвыми и ведьмами увеличилась. Тот же институт проводил опрос в 2005 году, который показал, что около 32 % американцев верят в существование привидений.

### Известные привидения в английской культуре
Среди других известных привидений в английской культуре можно отметить:
- Замок Чиллингем
- Летучий голландец
- Херн-Охотник
- Джек-прыгун